# Francisc Rhédey
 Francisc Rhédey (în maghiară Ferenc Rhédey), (n. 1610, Oradea, Principatul Transilvaniei – d. 13 mai 1667, Hust, Transcarpatia, Ucraina) a fost un principe al Transilvaniei, pentru scurt timp, între 1657-1658.

## Biografie
A fost fiul căpitanului Ferenc Rhédey, comandantul cetății Oradea, și al Katalinei Károlyi, nepoata lui Ștefan Bethlen.
Domnia sa a fost lipsită de fapte politice notabile. Cu contribuția sa financiară, lăsată prin testament, a fost edificată Biserica Reformată-Calvină din Câmpia Turzii.
A decedat la 13 mai 1667.